# إي. ستيفنز هنري
إي. ستيفنز هنري (بالإنجليزية: E. Stevens Henry) هو سياسي أمريكي، ولد في 10 فبراير 1836، وتوفي في 10 أكتوبر 1921. حزبياً، نشط في الحزب الجمهوري.

## مناصب
- انتخب أمين صندوق الدولة [الإنجليزية]‏.
- انتخب عضو مجلس ولاية كونيتيكت.
- انتخب عضو مجلس نواب كونيتيكت.
- انتخب عضو مجلس النواب الأمريكي.